# 암호문 비구별성
암호문 비구별성(暗號文 非區別性, ciphertext indistinguishability)은 암호화 방식이 갖추어야 할 중요한 성질 중 하나이다. 예를 들어, 어떤 암호문을 봤을 때 이것이 '2시에 공격'를 암호화한 것인지 '2시에 후퇴'를 암호화한 것인지 구별할 수 없어야 하는 것이다. 일반적으로 안전성 증명 가능한 암호화 방식은 모두 기본적으로 선택 평문 공격에서 비구별성을 만족해야 한다. 이외에도 선택암호문공격 및 능동 선택 암호문 공격에서 안전한 암호화 방식도 필요하다.
비구별성을 엄밀하게 정의하면 다음과 같다. 동일한 길이의 평문 두 개를 임의로 선택하여 암호화한 것이 공격자 A에게 주어졌을 때, A는 둘 중에서 어떤 암호문이 자신이 원하는 암호문인지 선택한다. 안전한 암호화 방식이었다면, A는 둘 중에 하나를 임의로 고르는 확률 1/2과 거의 비슷한 확률로 성공할 수 있을 것이다. 만약 A가 1/2보다 상당히 큰 확률로 성공한다면, A가 암호문을 구분하는데 advantage가 있다고 생각할 수 있으며 이 암호화 방식은 비구별성의 관점에서 볼 때 안전하지 않다고 할 수 있다. 즉, 이 암호화 방식은 평문의 정보를 유출하므로 안전하지 않다고 생각할 수 있다.

## 엄밀한 정의
비구별성을 이용하여 안전성을 정의하는데는 공격자의 능력에 대해 어떻게 가정하느냐에 따라 여러 가지 방법이 있다.

### 선택평문공격에 대한 비구별성
비대칭열쇠 암호화 알고리즘에서, 선택평문공격에 대한 비구별성(indistinguishability under chosen plaintext attack, 줄여서 IND-CPA)은 다음과 같이 공격자와 도전자 사이의 게임으로 정의한다.